# 森和彦 (野球)
森 和彦（もり かずひこ、1932年 - ）は、大阪府豊中市生まれ、岐阜県岐阜市出身の元プロ野球選手（外野手）。
読売ジャイアンツ（巨人）V9時代の正捕手でヤクルト、西武、横浜のコーチ、監督を歴任した森祇晶（旧名：昌彦）は実弟に当たる。

## 経歴
岐阜県立岐阜高等学校（1948年8月に岐阜第一高等学校から改称）では、中堅手、四番打者として活躍する。1948年の夏の甲子園に出場。準決勝に進むが、小倉高の福嶋一雄に抑えられ完封負け。翌1949年の夏の甲子園でも順調に勝ち進み、決勝に進出。佐々木信也のいた湘南高と対戦するが3-5で逆転負け、準優勝にとどまる。高校のチームメイトにエースの花井悠、左翼手の河合保彦がいる。
1950年に阪急ブレーブスに入団。しかし、プロでは一軍公式戦に出場する事は出来ぬまま、1952年限りで引退した。
引退後は松下電器産業（現・パナソニック）に野球選手としてではなく、会社員として入社。家電・扇風機事業部長、本社総務部長、総合空調推進室長、住宅空調担当理事などを歴任し、1992年に定年退職。その後ウィーンに半年間移住した後、趣味のクラシック音楽鑑賞が縁で、「音楽企画ドルチェ」に入社しチーフプロデューサーとして1998年まで勤務した。その後は音楽入門講座の講師、オペラ・オペレッタの啓蒙活動など、クラシック音楽に関するボランティア活動に精を出している。また写真も趣味で、度々オーストリアを訪れ、オーストリアに関する写真を次々に発表している。

## 詳細情報

### 年度別打撃成績
- 一軍公式戦出場なし

### 背番号
- 11 （1950年）
- 27 （1951年）
- 25 （1952年）

いずれも二軍での背番号である。